# Toyota Yaris
Toyota Yaris (јап. トヨタ・ヤリス) је аутомобил који производи јапанска фабрика аутомобила Тојота. Производи се од 1999. године. Име "јарис" је изведено од "чарис", једнине од Чаритес, грчке богиње шарма и лепоте. Од марта 2020, јарис је продат у 8,71 милиона јединица широм света.

## Историјат
Од када се појавила четврта генерација, Мазда2 као хибрид има исти изглед као Тојота јарис, међутим, једино што је ту ново јесте то што стоји Мазда амблем.

### Прва генерација (1999–2005)
Прву генерацију КСП10 серије виц дизајнирао је Сотирис Ковос у Тојотином ЕД2 студију у Европи. Први пут је представљен на Салону аутомобила у Паризу 1998. Производња је почела крајем 1998. са датумом продаје у Јапану у јануару 1999.; Европска продаја је почела два месеца касније као „Тојота јарис“. Када је представљен Аустралазији у октобру 1999. године, коришћен је назив „Тојота ечо“, као што је био случај у Канади када је тамо пуштена 2003. за модел 2004. године. Имена „ечо“ и „јарис“ су такође дата извозној верзији сродног јапанског тржишта Тојота плац лимузине, такође доступног као купе у Северној Америци. Често продати заједно са хечбеком и пласирани као једна линија возила, спољашњи панели уобичајени за виц и плац били су ограничени на предња врата. Међутим, како су виц и плац дизајнирани користећи исту платформу, механика је углавном идентична и обе деле заједнички модул контролне табле. Постојала је и варијанта „јарис версо“ или „ечо версо“ која се продавала на неким извозним тржиштима од краја 1999. године, заснована на јапанском „Тојота Фан Карго“. Версо МПВ користи исти погон као и виц, али има пространију унутрашњост.
На свом представљању 1999. године, освојио је награду за аутомобил године у Јапану.
Оно што је постало серија КСП10 је раније приказано у форми концепта на сајму аутомобила у Франкфурту 1997. године. Овај концепт, под називом „Фантајм“, развијен је под вођством Шухеија Тојоде, који је такође наручио два додатна модела заснована на истој платформи: „Фанкуп“ и „Фанкарго“, претходника будућег серијског модела фан карго. Дизајниран у Бриселу од стране Тојотине Европске канцеларије за креацију (ЕПОЦ), „Пројекат забаве“ како је био познат, био је замишљен да подвуче свестраност заједничког инжењеринга платформе. Ова концептна возила су се претворила у програм Нев Басиц Цар (НБЦ), са сваким засебним НБЦ моделом означеним бројем, НБЦ1 у случају виц са троја врата. Име виц је фонетски англицизовани правопис немачке речи виц која значи "духовити" (међутим, њено главно значење у савременом немачком је "шала"). Тојота тврди да је измишљено име Иарис „намењено да пренесе европски утисак“, док ечо „намера да ништа не одјекује“.
Уместо конвенционалних аналогних инструмената, виц је користио дигиталне инструменте који су били монтирани у "под" у центру инструмент табле. Када је почела продаја на канадском тржишту, то није био случај, јер је Тојота одлучила да угради конвенционални брзиномер, који је још увек монтиран у средини контролне табле.

Године 2003., редизајн је уследио и јарис је пуштен у продају са различитим браницима и предњим светлима у облику капи.
- I генерација, предњи поглед
- I генерација, задњи поглед, Хечбек (Комбилимузина) 5-Врата
- I генерација, задњи поглед, Хечбек (Комбилимузина) 3-Врата
- Ентеријер
- I генерација, редизајн, предњи поглед
- I генерација, редизајн, задњи поглед, Хечбек (Комбилимузина) 5-Врата
- I генерација, редизајн, задњи поглед, Хечбек (Комбилимузина) 3-Врата

### Друга генерација (2005–2011)
Тојота је редизајнирала виц почетком 2005. године, а у фебруару је кренула у продају у Јапану. Док претходна генерација виц хечбек и плац седан изгледају и осећају се практично слично, редизајнирани КСП90 виц и белта су суптилније повезани у погледу изгледа. Два аутомобила деле основе, посебно рам и компоненте погона, међутим лим и унутрашњост су различити. Док је виц дизајниран у Тојотиним европским ЕД2 дизајнерским студијима, белта је дизајниран у њиховим јапанским дизајнерским студијима.
Европско, аустралијско, канадско, мексичко, венецуеланско и порториканско тржиште добило је другу генерацију вица крајем 2005. У Аустралији и Северној Америци, аутомобил је први пут продат под ознаком јарис; белта се такође продаје тамо, али са ознаком јарис седан. Производни Иарис за америчко тржиште је представљен на Салону аутомобила у Лос Анђелесу у јануару 2006. јарис серије КСП90 је произведен у Јапану, Француској, Тајланду, Кини и Тајвану.
Претходни 4-цилиндрични 1.0 VVT-i мотор замењен је 3-цилиндричним мотором који се такође налази у Тојоти ајго. 1.3-литарски мотор је ревидиран како би понудио нешто више снаге, а 1.4 D-4D је добио 15 КС (11 кВ) појачање на 90 КС (66 кВ), што му је бивши мотор омогућио да постигне изузетне резултате. Економија заснована на гориву. За европско тржиште почетком 2009. jарис је додао 1.33-литарски мотор са Стоп & Старт технологијом. Јарис је постао први аутомобил у својој класи који нуди девет ваздушних јастука.
Такође је добио мањи фејслифт 2009. године са малим суптилним изменама на бранику са уграђеним штитницима за кривине, ваздушним бранама и наранџастим сигналом на задњим светлима.
Од 2011. до 2013. Дајхацу је у Европи продавао КСП90 јарис са петоро врата као Дајхацу чарад. Увезени са Тајланда, погонски агрегати су се састојали од 1.3-литарског мотора и шестостепеног мануелног или опционог аутоматског. Чарад је продат заједно са јарисом серије КСП130.

Јарис серије КСП90 је наставио да се производи у Кини и Тајланду све док није замењен моделом КСП150 у новембру 2013. године.
- II генерација, предњи поглед
- II генерација, задњи поглед, Хечбек (Комбилимузина) 5-Врата
- II генерација, задњи поглед, Хечбек (Комбилимузина) 3-Врата
- Ентеријер
- II генерација, редизајн, предњи поглед
- II генерација, редизајн, задњи поглед, Хечбек (Комбилимузина) 5-Врата

### Трећа генерација (2010–2021)
Трећа генерација јариса представљена је у децембру 2010. године са спортскијим ставом, редизајнираним предњим делом и пространијом унутрашњости. Нови модел користи један брисач ветробранског стакла уместо пара брисача и има метар постављен назад испред возача и иза волана у поређењу са претходним моделима. У европским земљама, јарис је такође био у понуди са 6-степеним мануелним мењачем за мотор од 1,33Л или ЦВТ мењачем који се често продаје као "7-брзински MultiDrive" или "MultiDrive S". 7-степени се односи на могућност избора унапред дефинисаног степена преноса између 7 доступних, емулирајући 7-брзински секвенцијални мењач, са ручицама на волану.
- III генерација, предњи поглед
- III генерација, задњи поглед, Хечбек (Комбилимузина) 5-Врата
- Ентеријер
- III генерација, редизајн, предњи поглед
- III генерација, редизајн, задњи поглед, Хечбек (Комбилимузина) 5-Врата
- III генерација, други редизајн, предњи поглед
- III генерација, други редизајн, задњи поглед, Хечбек (Комбилимузина) 5-Врата

### Четврта генерација (2020–)
Јарис четврте генерације, доступан само као хечбек, представљен је истовремено 16. октобра 2019. у Јапану и Амстердаму, Холандија. Изграђен на ГА-Б платформи, његов развој су водили главни инжењер Јасунори Суезава и главни хибридни инжењер Такаши Уехара. Дизајнирао га је Хрват Марио Мајданџић. У Јапану је почео да се продаје 10. фебруара 2020. године, док је бензинска 4ВД варијанта кренула у продају у априлу 2020. године.
Верзија оријентисана на перформансе коју је развила Тојота Газу Рејсинг, названа ГР јарис, први пут је представљена на Салону аутомобила у Токију 2020, а производња је почела у септембру 2020.
КСП210 јарис хибрид заснован на Мазда2 Хибрид почео је да се продаје у Европи 2022. године.
Тржиште Северне Америке није добило четврту генерацију јариса. Поред тога, натписна плочица (која је коришћена за рестилизовану Мазду2) је у потпуности елиминисана 2020.

Лимузинска верзија је представљена у августу 2022. године, дебитујући на Тајланду као јарис атив да замени претходни модел ИКСП150. Означен као АЦ100, модел је развио Даихацу користећи ДНГА-Б платформу компаније.
- IV генерација, предњи поглед
- IV генерација, задњи поглед
- Ентеријер
- ГР јарис, предњи поглед
- ГР јарис, задњи поглед